# Hildegard-Medizin
Der Begriff Hildegard-Medizin wurde 1970 von dem Arzt Gottfried Hertzka eingeführt, der sich auf Schriften der heiligen Hildegard von Bingen beruft. Die Verbreitung der Hildegard-Medizin, deren Zusammenhang mit Hildegards Werken in weiten Teilen umstritten ist, konzentriert sich auf den deutschen Sprachraum, vor allem auf Österreich und Deutschland.
In einer Forsa-Umfrage vom Jahre 2003 gaben 3 Prozent der befragten Deutschen an, Hildegard-Medizin anzuwenden. Sie wird der traditionellen europäischen Medizin (TEM) zugerechnet und auch in manchen Kuranstalten angewandt.

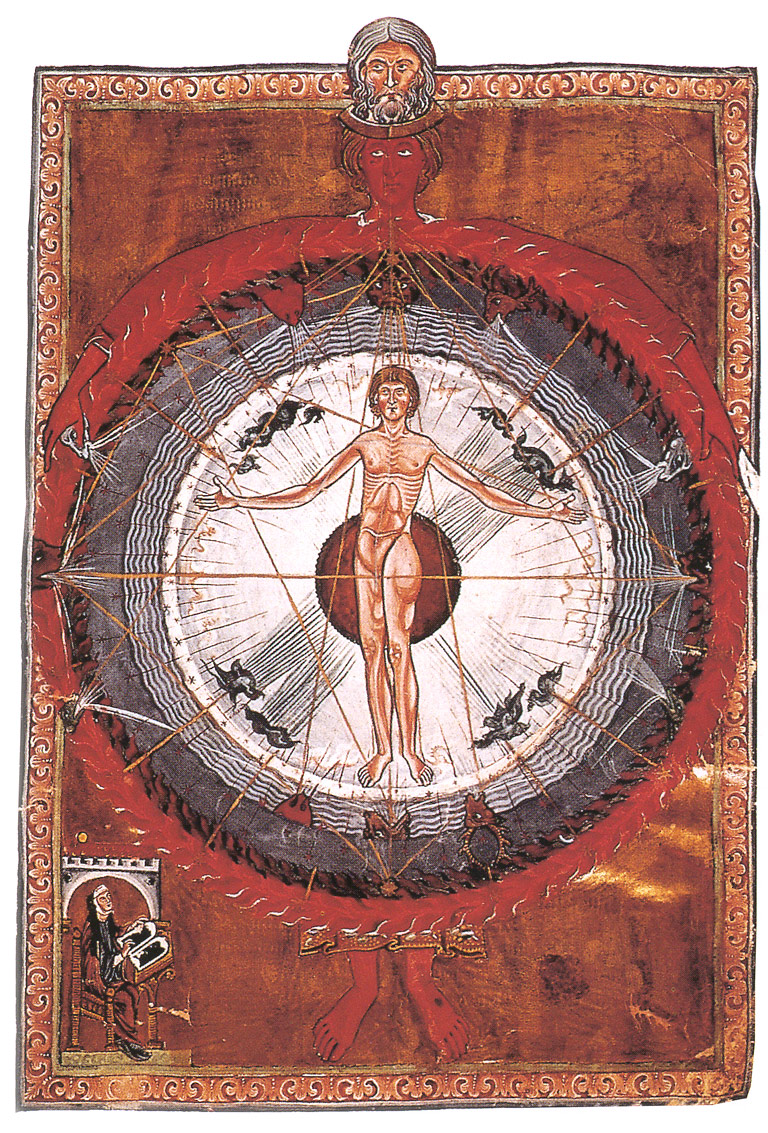
Hildegard von Bingen: Liber divinorum operum: Der Mensch und die vier Elemente – Feuer, Luft, Wasser, Erdkugel (von außen nach innen)

## Historische Grundlage
Die Hildegard zugeschriebenen Werke, die Hertzka als Grundlage verwendet, heißen Causae et curae (Ursachen und Behandlungen) und Physica. Der ursprüngliche Titel der Physica lautete Liber subtilitatum diversarum naturarum creaturarum, also Buch von den Feinheiten der verschiedenen Naturen der Geschöpfe. Hildegard von Bingen gibt an, darin visionäre, d. h. göttlich inspirierte Einsichten dargelegt zu haben.
Sie beschreibt die Krankheitsentstehung entsprechend der antiken Vorstellung der Säftedyskrasie:

„Wenn die vorgenannten Säfte im Menschen die richtige Ordnung und das rechte Maß bewahren […], so befindet er sich in Ruhe und in körperlicher Gesundheit. Haben sie sich aber in Gegensatz zueinander gestellt, dann machen sie ihn […] hinfällig und krank.“

Den vier konstitutionsbedingenden Säften, die bei Hildegard allerdings andere Namen tragen als in der von der Antike bis in die Neuzeit gängigen Humoralpathologie, entsprechen die vier Elemente, mit denen der Mensch untrennbar verbunden ist.

„[…] liefern die Elemente, wie sie die ganze Welt zusammenhalten, ebenso auch den Zusammenhang für den menschlichen Körper. Ihre Ausbreitung und ihre Pflichten verteilen sie im Menschen so, dass er von ihnen immerfort im Gang erhalten wird, ebenso wie die Elemente auch durch die ganze übrige Welt ausgebreitet sind und wirken. Feuer, Luft, Wasser und Erde sind im Menschen, und aus diesen besteht er.“

### Authentizität
Da die Originalhandschriften nicht erhalten sind und die Texte in Form von Abschriften der dritten Generation (13. bis 15. Jahrhundert) auf uns gekommen sind, ist die überwiegend vertretene Auffassung, dass Physica und Causae et curae in der vorliegenden Form nicht vollständig von Hildegard stammen. Hertzka, der die Gesamtausgabe von Heinrich Schipperges und Peter Riethe unberücksichtigt gelassen hat, eine kritische Analyse unterlassen hat und falsche Übersetzungen verwendete, behauptet dagegen, es handle sich um einen auf weite Strecken praktisch unverfälschten Text.
Der Medizintheoretiker Heinrich Schipperges sah in seiner Edition der Causae und curae das astrologische Kapitel sowie einzelne offensichtliche Zusätze und Wiederholungen als unecht an und ließ sie aus. Schipperges weiter: „Daraus darf nicht geschlossen werden, dass weite Strecken oder die gesamte Textgebung unecht wären. Wir haben aus inneren und äußeren Kriterien genügend Beweisstücke für die Autorschaft Hildegards.“ Der Medizinhistoriker Klaus-Dietrich Fischer ist ebenfalls der Auffassung, dass „man die Authentizität der Hildegard zugeschriebenen naturkundlich-medizinischen Werke nicht in Abrede stellen (sollte, erg.), denn Hildegards Denkweise und ihr Sprachstil sind so eigentümlich, daß an der Verknüpfung mit den visionären Werken und den dort überlieferten Aussagen zu Anthropologie, Natur und Kosmos kein vernünftiger Zweifel bestehen kann.“ Das vertritt auch eine französische Publikation: „[…] la manière et la matière du traité sont hildegardiennes dans leur grande majorité“. (Deutsch: […] die Art und der Stoff des Werkes sind weit überwiegend hildegardisch.)
Historiker rechnen die Schriften auch nicht den so genannten Visionsschriften zu, die göttlich inspiriert seien, sondern bezeichnen sie als natur- und heilkundliches Alltags- und Erfahrungswissen des Mittelalters. Der Pharmaziehistoriker Wolf-Dieter Müller-Jahncke urteilte:

„Die Komplexizität der Textgeschichte dieser beiden Werke, auf die sowohl H. Schipperges als auch I[rmgard] Müller immer wieder aufmerksam machten, fand in den Werken zur "Hildegard-Medizin" keine Rezeption, sondern zeigt vielmehr, "... wie fragwürdig die bisher unter Hildegards Namen tradierte Textgrundlage des medizinisch-naturkundlichen Werkes ist" (I. Müller, 1998). Als Forschungsstand kann festgehalten werden, daß die Texte "Physica" und "Causae et curae" zu den nicht visionären Schriften zählen, die in ihrer Textrezeption mannigfachen Veränderungen unterworfen waren.“

## Methoden der Hildegard-Medizin
Dazu gehören Pflanzenheilkunde, Ernährungsregeln, Ausleitungsverfahren und Edelsteintherapie. Für die Herstellung eines Krebsmittels benötigte Hertzka „Rohstoffe vom Geier“, wofür er eine Abschusserlaubnis für diese Vögel erwirkte.
Die Behandlung nach Hildegard von Bingen, so wie sie von Hertzka und Strehlow vertreten wird, beruht auf
- Vorschriften über maßvolle und ausgewogene Ernährung. Hildegard hob Kräuter und Gewürze hervor, außerdem Dinkel, Sellerie, Edelkastanie und Fenchel. Hildegard: „Der Dinkel ist das beste Getreide, und er ist warm und fett und kräftig, und er ist milder als andere Getreidearten, und er bereitet dem der ihn ißt, rechtes Fleisch und rechtes Blut, und er macht frohen Sinn und Freude im Gemüt des Menschen.“[16]
- Anwendung zahlreicher pflanzlicher Arzneien, Minerale, aber auch Edelsteine, manchmal unter Berücksichtigung der Mondphase.
- Ausleitungsverfahren wie Aderlass und Schröpfen, Fasten, Schwitzbäder.
- Geregelter Wechsel von Ruhe und Aktivität.
- Seelische Reinigung durch Liebe und Hoffnung, Musik, Gebet und Meditation.

In der Ernährungstherapie wird primär der Dinkel als universelles Lebens- und Heilmittel eingesetzt. Seine allgemeine Renaissance, sein Auftauchen in vielen Reformhäusern und seinen therapeutischen Einsatz bei chronischen Zivilisationserkrankungen verdankt der bei Hildegard allerdings nur beiläufig erwähnte Dinkel nicht zuletzt der „Hildegard-Bewegung“.

## Kritik

### Allgemein
Der Mystikforscher Josef Sudbrack fordert eine differenzierte Sicht des audio-visionären Geschehens bei Hildegard. So kritisiert er, dass Hildegards Worte zu einem zeitüberhobenen Wahrheitszeugnis von solch unbestreitbarer Qualität gemacht werden, wie es die Theologie nicht einmal den Worten des Neuen Testaments zuerkennt. Andererseits stellt er fest, dass die ernste Forschung seltsam zögert, dem Visionären in Hildegards Schrifttum rechten Raum zu gewähren.
„Die Autorität dieser Hildegard-Medizin beruht auf der Annahme bzw. Voraussetzung, bei den uns überkommenen medizinischen Schriften Hildegards handele es sich um göttliche Offenbarung, also Gottes medizinische Botschaft für die leidende Menschheit (wobei an den christlichen Gott, speziell den von Katholiken verehrten, gedacht ist). Die zahlreichen beobachteten Heilungen erwiesen diese Annahme als zutreffend; auch im eher theoretischen Bereich der Physiologie und Pathologie seien erstaunliche Kenntnisse dargelegt, die unserer heutigen wissenschaftlichen Sicht z. T. entsprächen, z. T. über sie hinausgingen. Diesen Anspruch erhebt Hildegard selbst allerdings nicht.“
Die Medizinhistorikerin Irmgard Müller, die zu den natur- und heilkundlichen Schriften Hildegards publiziert hat, bezeichnet die sogenannte Hildegard-Medizin als nicht authentisch und nicht auf den Hildegard zugeschriebenen Schriften basierend. Zutreffend müsste sie daher eigentlich als „Hertzka-Medizin“ bezeichnet werden. Es handele sich um ein „therapeutisches Konstrukt profitbewußter Marktstrategen“. Der Medizinhistoriker Heinrich Schipperges schon zuvor zur sogenannten Hildegard-Medizin: „Die Versuche jedoch, eine durchaus berechtigte Naturheilkunde unter dem Namen ‚Hildegard-Medizin‘ in die ärztliche Praxis und den Bereich der Apotheke zu bringen, entbehren jeder wissenschaftlichen Grundlage.“
Eine kritische Auffassung vertritt auch der Historiker Axel Helmstädter: „Hertzka und Strehlow verfolgen einen stark kommerzialisierten Ansatz, indem sie suggerieren, dass die medizinischen Empfehlungen Hildegards göttlichen Ursprungs sind. Das kann jedoch nicht stimmen, da die von Hildegard zusammengetragenen medizinischen Texte nicht auf ihren visionären Erfahrungen beruhen wie ihre religiösen Abhandlungen. Die ‚Hildegard-Medizin‘ im 21. Jahrhundert repräsentiert ein typisches Beispiel der aktuellen Alternativmedizin. Die Methoden basieren zumeist auf historischen Ansätzen, die in der Lage sind, die Öffentlichkeit zu beeindrucken.“

### Kritik aus medizinischer Sicht
Es gibt keine unabhängigen empirischen Studien über die Wirkung der Hildegard-Medizin. Die Behandlungsmethoden entstammen zwangsläufig dem Denken und Wissen des Mittelalters; viele Ansichten über Gesundheit und Krankheit gelten medizinisch als überholt bzw. als Phantasie. So hat von Bingen in ihrem Werk Physica – De Animalibus Einhorn-Leber gegen Aussatz, dessen Haut als Schutz gegen Pest und Fieber und Schuhe aus dem Leder des Einhorns für gesunde Füße, Unterschenkel und Gelenke empfohlen.
Es ist auch nicht möglich, die von ihr verwendeten zeitgenössischen Begriffe für Krankheiten und Heilmittel einfach in die heutige Zeit zu übertragen. Die empfohlenen Heilpflanzen können nicht immer mit Sicherheit identifiziert werden, die Mengenangaben sind oft sehr ungenau. Es existieren keine wissenschaftlich anerkannten Belege zum Nutzen von Ausleitungsverfahren. Die propagierten Fastenkuren, die bei Hildegard nicht zu finden sind, eignen sich nicht für jeden Menschen und sollten nur unter ärztlicher Aufsicht erfolgen.
In einer Stellungnahme von Promed Verein gegen unlautere Praktiken im Gesundheitswesen heißt es: „Die unter dem Begriff ‚Hildegard-Medizin‘ gesammelten medizinischen Verfahren, die auf mittelalterlichen und mystischen Vorstellungen beruhen, sind nicht geeignet, bei Krankheiten Besserungen jenseits eines Placebo-Effekts zu erzielen. Nicht definierte Präparate werden mit diesem Begriff belegt und gewinnbringend überteuert vertrieben. […] Von einer Eigentherapie nach den Grundideen der ‚Hildegard-Medizin‘ ist bei Beschwerden ernsterer Natur dringend abzuraten.“

### Primärliteratur
- Laurence Moulinier: Beate Hildegardis Cause et cure. Akademie, Berlin 2003. (doi:10.1524/9783050056098)
- Irmgard Müller, Christian Schulze: Hildegard von Bingen: Physica. Edition der Florentiner Handschrift (Cod. Laur. Ashb. 1323, ca. 1300) im Vergleich mit der Textkonstitution der ‚Patrologia Latina‘ (Migne). Olms-Weidmann, Hildesheim/Zürich/New York 2008, ISBN 978-3-487-13846-6.
- Reiner Hildebrandt: Physica, textkritische Edition in drei Bänden (2010–2014)
  - Bände 1 (Text) und 2 (Apparate) (mit Thomas Gloning): Physica. Liber subtilitatum diversarum naturarum creaturarum. De Gruyter, 2010. ISBN 978-3-11-021590-8
  - Band 3: Kommentiertes Register der deutschen Wörter. De Gruyter, 2014. ISBN 978-3-11-035326-6
- Peter Riethe: Hildegard von Bingen. Das Buch von den Pflanzen. Nach den Quellen übersetzt und erläutert von Peter Riethe. Otto Müller Verlag, Salzburg, 2007, ISBN 978-3-7013-1130-9.
- Peter Riethe: Hildegard von Bingen. Das Buch von den Bäumen. Nach den Quellen übersetzt und erläutert von Peter Riethe, Otto Müller Verlag, Salzburg, 2001, ISBN 3-7013-1033-5.
- Peter Riethe: Hildegard von Bingen. Das Buch von den Steinen. Nach den Quellen übersetzt und erläutert von Peter Riethe, Otto Müller Verlag, Salzburg, 3., völlig veränderte Auflage. 1997, ISBN 3-7013-0946-9.
- Peter Riethe: Hildegard von Bingen. Von den Elementen, von den Metallen. Herausgegeben, erläutert und übersetzt von Peter Riethe unter Mitarbeit von Benedikt Konrad Vollmann. Otto Müller Verlag, Salzburg, Wien, 2000, ISBN 3-7013-1015-7.
- Peter Riethe: Hildegard von Bingen. Das Buch von den Tieren. Nach den Quellen übersetzt und erläutert von Peter Riethe, Otto Müller Verlag, Salzburg, 1996, ISBN 3-7013-0929-9.
- Peter Riethe: Hildegard von Bingen. Das Buch von den Vögeln. Nach den Quellen übersetzt und erläutert von Peter Riethe, Otto Müller Verlag, Salzburg, 1994, ISBN 3-7013-0579-9.
- Peter Riethe: Hildegard von Bingen. Das Buch von den Fischen. Nach den Quellen übersetzt und erläutert von Peter Riethe, Otto Müller Verlag, Salzburg, 1991, ISBN 3-7013-0812-8.
- Ortrun Riha (Übers.), Hildegard von Bingen. Werke Band II. Ursprung und Behandlung der Krankheiten. Causae et Curae. Beuroner Kunstverlag, Beuron 2012, ISBN 978-3-87071-248-8.
- Ortrun Riha (Übers.), Hildegard von Bingen. Werke Band V. Heilsame Schöpfung – Die natürliche Wirkkraft der Natur. Physica. Beuroner Kunstverlag, Beuron 2012, ISBN 978-3-87071-271-6.

### Sekundärliteratur
- Alina Graz: Hildegard von Bingens 'Physica'. Untersuchungen zu den mutmaßlichen Quellen am Beispiel der Heilanwendungen exotischer und ausgewählter heimischer Gewürzpflanzen. Dissertation, Julius-Maximilians-Universität Würzburg 2020.
- Lothar Kolmer: Heilige als magische Heiler. In:  Mediaevistik, Band 6 (1993), S. 153–175
- Johannes Gottfried Mayer, Bernhard Uehleke und Kilian Saum: Das große Buch der Klosterheilkunde. ZS-Verlag Zabert Sandmann, München 2013, ISBN 978-3-89883-343-1.
- Johannes Gottfried Mayer, Tobias Niedenthal: Hildegard – ein Mythos? In: Deutsche Heilpraktiker-Zeitschrift. Band 13, 2018.
- Christine Mayer-Nicolai: Arzneipflanzenindikationen gestern und heute: Hildegard von Bingen, Leonhart Fuchs und Hagers Handbuch im Vergleich. Deutscher Wissenschafts-Verlag, Baden-Baden 2010, ISBN 978-3-86888-016-8 (Teil 1 online (PDF; 0,5 MB) Teil 2 online (PDF; 0,7 MB) )
- Irmgard Müller: Wie authentisch ist die Hildegardmedizin? Zur Rezeption des Liber simplicis medicinae Hildegards von Bingen im Codex Bernensis 525. In: Hildegard von Bingen. Prophetin durch die Zeiten. Hrsg. v. Edeltraud Forster u. der Benediktinerinnenabtei St. Hildegard, Eibingen. Freiburg, Basel, Wien 1997, S. 420–430.
- Irmgard Müller: Die pflanzlichen Heilmittel bei Hildegard von Bingen: Heilwissen aus der Klostermedizin. Herder, 2008. ISBN 978-3-451-05945-2.
- Tobias Niedenthal, Johannes Gottfried Mayer: Klostermedizin: Von Monte Cassino nach Bingen. In: Spektrum der Wissenschaft, Ausgabe 7/2019, S. 72–78.
- Ortrun Riha: „Weil der Maulwurf sich manchmal zeigt“: Argumentationsstrukturen in Hildegards von Bingen ‚Causae et curae‘. In: Sudhoffs Archiv, 2011, Band 95, Heft 2, S. 222–234
- Hermann Josef Roth: Klostermedizin: Eine kritische Anfrage. In: biologen heute, Ausgabe 1/2006, S. 6–11
- Hermann Josef Roth: Missverstandene Klostermedizin. In: Spektrum der Wissenschaft, Ausgabe 3/2006.
- Heinrich Schipperges: Die Benediktiner in der Medizin des frühen Mittelalters (= Erfurter theologische Schriften. Band 7). St. Benno-Verlag, Leipzig 1964, DNB 454361270.
- Heinrich Schipperges: Grundlagen und Grenzen einer Hildegard-Medizin. In: Kunst des Heilens. Aus der Geschichte der Medizin und Pharmazie. S. 289–295
- Heinrich Schipperges: Heil und Heilkunst: Hildegards Entwurf einer ganzheitlichen Lebensordnung. In: Hildegard von Bingen. Prophetin durch die Zeiten. Hrsg. v. Edeltraud Forster u. der Benediktinerinnenabtei St. Hildegard, Eibingen. Freiburg / Basel / Wien 1997, S. 458–465.

### Populärliteratur
- Gottfried Hertzka: So heilt Gott. Die Medizin der hl. Hildegard von Bingen als neues Naturheilverfahren. Christiana, Stein am Rhein 1970, ISBN 3-7171-0527-2, (18. Auflage: 2006).
- Gottfried Hertzka: Das Wunder der Hildegard-Medizin. 8. Auflage. Christiana-Verlag, Stein am Rhein 1997. ISBN 3-7171-0741-0.
- Gottfried Hertzka, Wighard Strehlow: Die Küchengeheimnisse der Hildegard-Medizin. Bauer, Freiburg im Breisgau 1984. ISBN 3-7626-0288-3.
- Gottfried Hertzka: Handbuch der Hildegard-Medizin. Christiana-Verlag, Stein am Rhein 1987.
- Wighard Strehlow: Hildegard-Heilkunde von A–Z. Kerngesund von Kopf bis Fuss. Droemer Knaur, München 1993, ISBN 3-426-76035-5.